# 讷尔 (德国)
讷尔（德語：Noer）是德国石勒苏益格－荷尔斯泰因州的一个市镇。总面积13.90平方公里，总人口823人，其中男性405人，女性418人（2011年12月31日），人口密度59人/平方公里。